# Torneo de Houston 2016

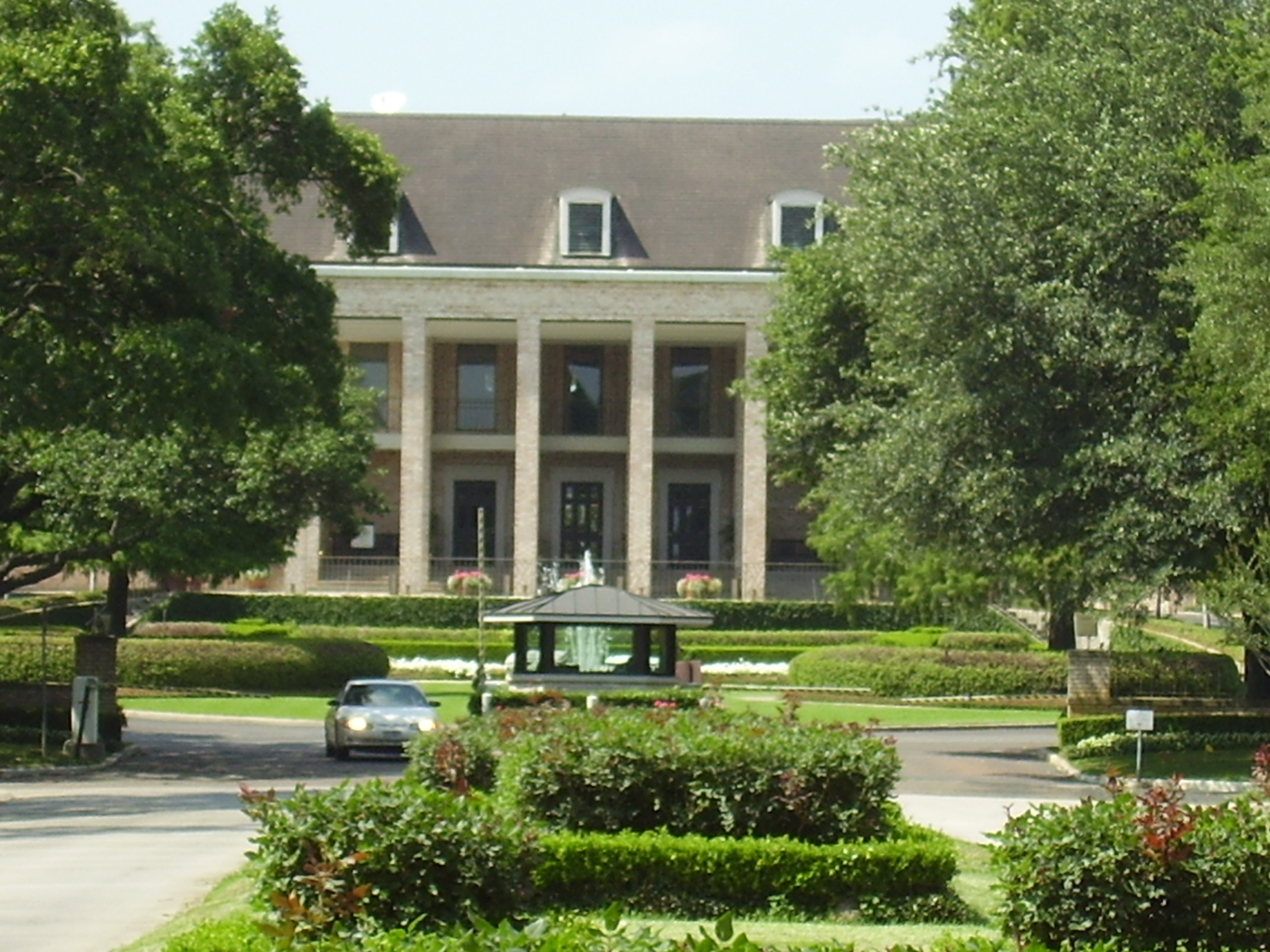
Entrada al River Oaks Country Club

El US Men's Clay Court Championship 2016 fue un torneo de tenis que pertenece a la ATP en la categoría de ATP World Tour 250. Fue la cuadragésimo octava edición del torneo y se disputó del 4 al 10 de abril de 2016 sobre polvo de ladrillo en el River Oaks Country Club en Houston, Estados Unidos.

## Cabeza de serie

### Individuales masculinos
| Tenista          | Ranking | Preclasificado |
| John Isner       | 15      | 1              |
| Benoît Paire     | 22      | 2              |
| Feliciano López  | 24      | 3              |
| Jack Sock        | 25      | 4              |
| Sam Querrey      | 35      | 5              |
| Steve Johnson    | 33      | 6              |
| Marcos Baghdatis | 39      | 7              |
| Paolo Lorenzi    | 53      | 8              |

- Ranking del 21 de marzo de 2016

### Dobles masculinos
| Tenista                           | Ranking | Preclasificado |
| Bob Bryan Mike Bryan              |         | 1              |
| Philipp Petzschner Alexander Peya |         | 2              |
| Eric Butorac Scott Lipsky         |         | 3              |
| Steve Johnson Sam Querrey         |         | 4              |

## Campeones

### Individuales masculinos
Juan Mónaco venció a  Jack Sock por 3-6, 6-3, 7-5

### Dobles masculinos
Bob Bryan /  Mike Bryan vencieron a  Víctor Estrella  /  Santiago González  por 4-6, 6-3, [10-8]